# Hugo de Beauchamp
Hugo de Beauchamp también Roberto de Beauchamp (Orne, c. 1050-Bedford, c. 1114), fue un noble caballero anglonormando, señor de Beauchamp (La Haye-Pesnel) y Bedford, vizconde de Stafford. Leal a Guillermo I de Inglaterra, siguió al entonces duque normando en la conquista normanda de Inglaterra y participó en la batalla de Hastings, aun siendo muy joven (posiblemente cumplió su mayoría de edad durante la conquista) por lo que recibió 43 señoríos, según aparece en el Libro Domesday, principalmente en Bedfordshire, cuyos feudos se repartían entonces entre tres nobles: William le Fleming (c. 1059-1150, padre de John le Fleming uno de los doce caballeros de Glamorgan), Nigel de Aubigny y Hugo. Guillermo Rufus, confirmó a Hugo de Beauchamp y a todos sus barones de Buckinghamshire que Gilbert, abad de Westminster, había acreditado su título de propiedad sobre las tierras otorgadas por el Conquistador entre 1070 y 1089. Es en este tramo temporal que se le cita como sheriff, pero no se sabe a ciencia cierta si lo era de Buckingham, o de Bedford. Fue benefactor de la abadía de Ramsey, y junto a Ralph Paynel fue testigo de las donaciones de Gillermo Rufus a la abadía de Thorney.

## Ascendentes
No existe una genelogía clara del origen de Hugo de Beauchamp. Se ha sugerido que Hugo, a veces llamado Roberto (que algunos identifican como su padre), podría descender de Malcolm MacDwine MacDuibhn (Gillespic, c. 1020-1066), considerado antepasado del clan escocés Campbell, y de su esposa, una heredera de Beauchamp (Latín medieval: Campus bellus), y sobrina de Guillermo el Conquistador. Otras fuentes rechazan este argumento por confuso y sin respaldo.
Como alternativa, se le ha descrito como hijo de Walter de Beauchamp (c. 1007-1068), a su vez hijo de Hugo de Beauchamp (c. 950-1008), posiblemente vinculados familiarmente con Turold de Pont-Audemer.

## Herencia
Se casó con Maud [Adeliza Matilda] de Taillebois (c. 1050-1130), hija de Ivo FitzReinfrid de Taillebois (c. 1036-1094), sheriff de Lincolnshire, primer barón de Kendal y de Lucía [Lucy] de Mercia. Fruto de esa relación se conocen varios hijos:
- Walter de Beauchamp (c. 1072-1129), señor de Elmley y sheriff de Worcestershire y Warwickshire. Dispensator de Enrique I de Inglaterra. Casado con Emmeline d'Abetot (c. 1076-1125), una hija de Urse d'Abetot;[1]
- Simon de Beauchamp (Dapifer, c. 1075-1137), senescal de Esteban de Inglaterra y de Enrique I;
- Robert de Beauchamp (c. 1077-1137), señor de Bedford;
- Maud [Matilde] de Beauchamp (c. 1080-1160);
- William Peveril de Beauchamp, (c. 1095-1155).